# Lobocleta panerema
Lobocleta panerema là một loài bướm đêm trong họ Geometridae.